# Víno

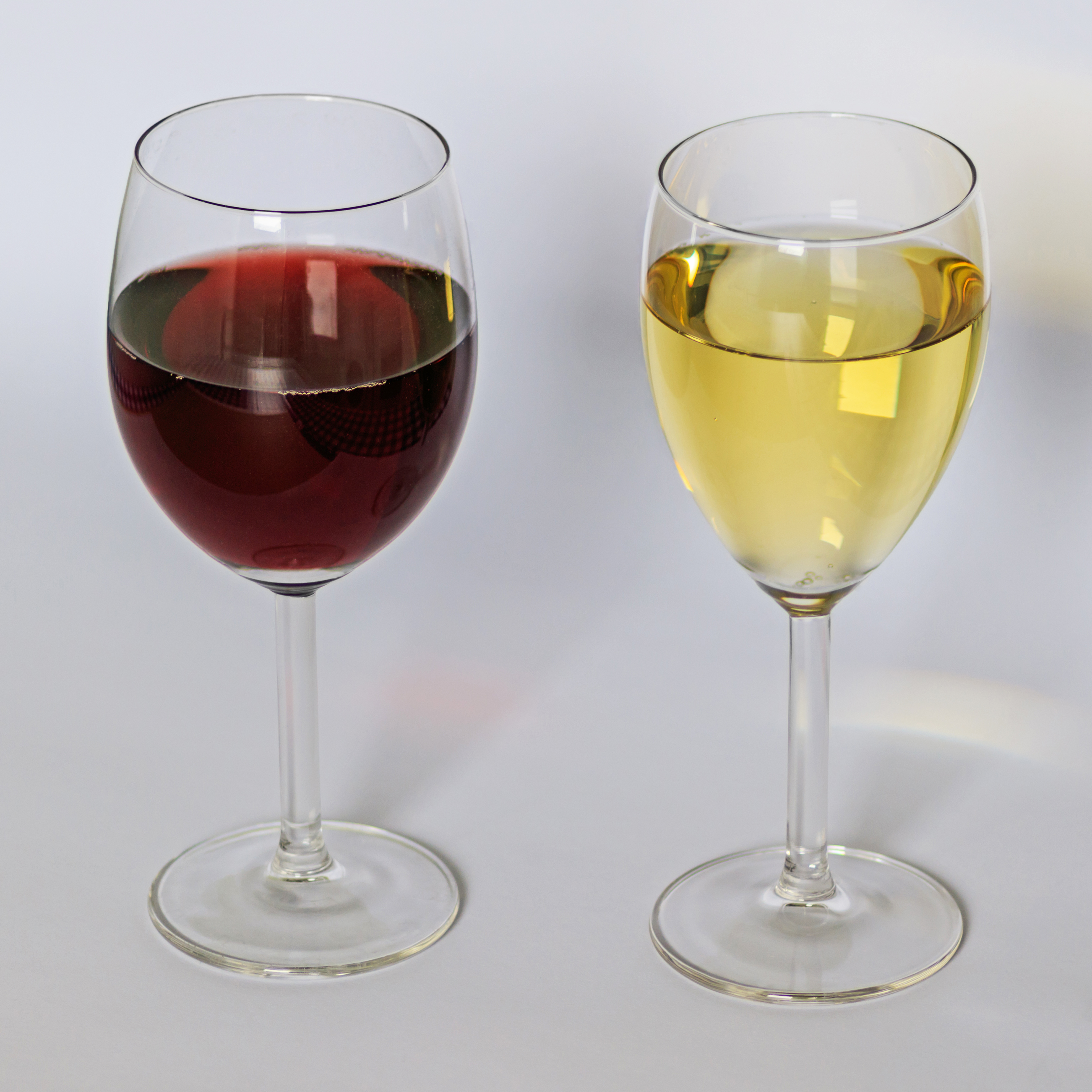
Sklenice červeného a bílého vína

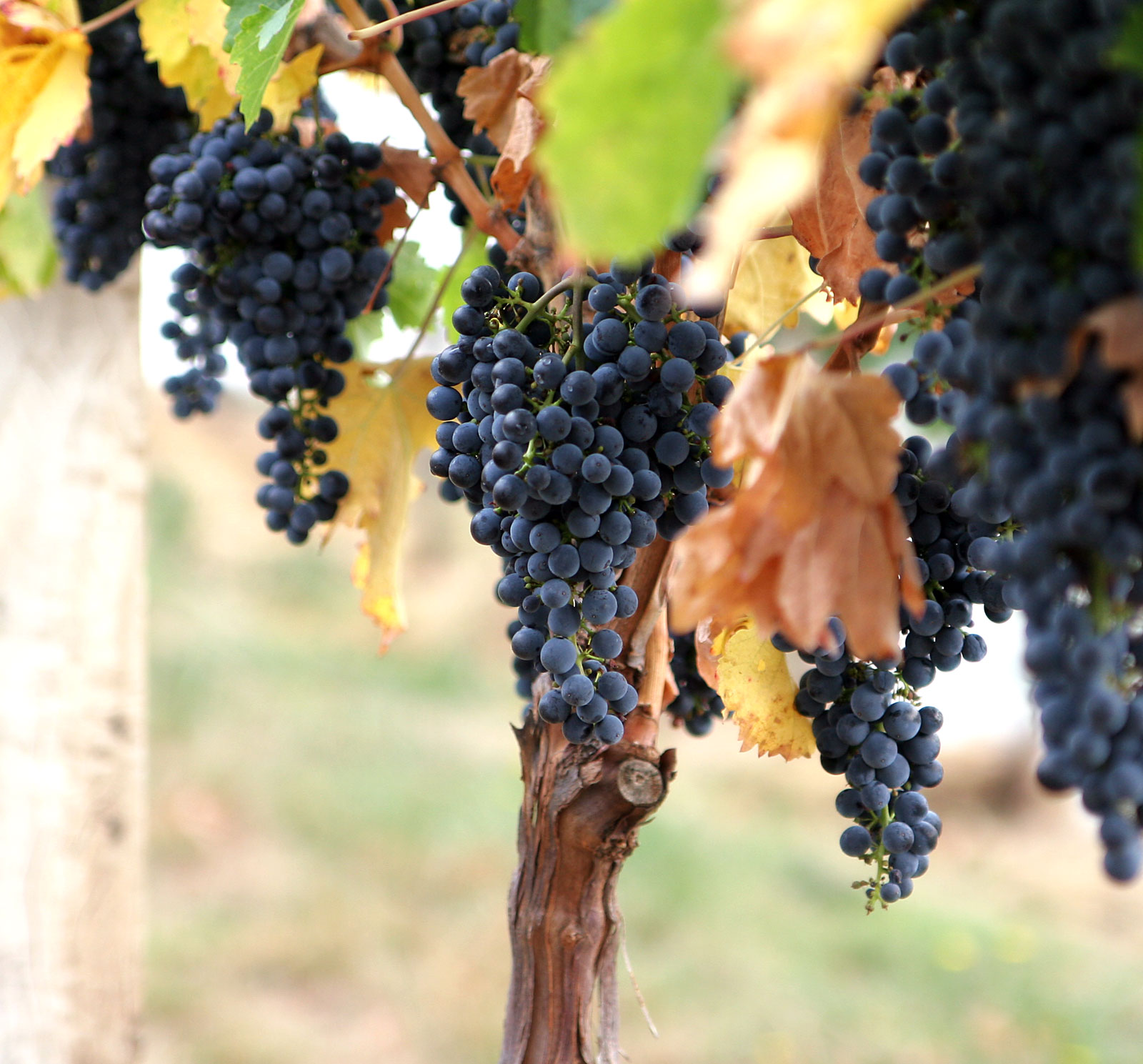
Hrozny vinné révy

Víno je alkoholický nápoj získaný úplným nebo částečným alkoholovým kvašením čerstvých rozdrcených nebo nerozdrcených vinných hroznů nebo hroznového moštu (definice Mezinárodní organizace pro révu a víno – OIV). Kvasinky spotřebovávají cukr v ovoci a přeměňují ho na etanol a oxid uhličitý, přičemž uvolňují teplo. Kromě hroznů lze víno vyrábět z různých ovocných plodin, včetně švestek, třešní, granátového jablka, borůvek, rybízu a černého bezu.
Různé odrůdy hroznů a kmeny kvasinek jsou hlavními faktory v různých typech vína. Tyto rozdíly vyplývají z komplexních interakcí mezi biochemickým vývojem hroznů, reakcemi při fermentaci, prostředím pro pěstování hroznů (terroir) a procesem výroby vína. Mnoho zemí uzákonilo legální označení určená k definování typů a kvalit vína. Ty obvykle omezují geografický původ a povolené odrůdy hroznů, stejně jako další aspekty výroby vína.
Obsah alkoholu ve víně musí být vyšší než 8,5 objemových procent. S přihlédnutím ke klimatu, půdě, odrůdě a zvláštním kvalitativním vlastnostem a tradicím vztahujícím se k určitým vinicím může příslušná místní legislativa připustit snížení této hranice až na 4,5 objemových procent. V Evropské unii se víno smí vyrábět pouze z hroznů révy vinné (Vitis vinifera).
Víno se vyrábí již tisíce let. Nejstarší doklady o víně jsou z dnešní Gruzie (6000 př. n. l.). Později, jak víno Starého světa dále rozvíjelo vinařské techniky, zahrnovala Evropa tři největší vinařské oblasti. Mezi top zeměmi produkujících víno v roce 2023 byla Itálie, Francie, Španělsko, Spojené státy americké a Čína.
Slovo „víno“ (stejně jako výrazy v mnoha dalších jazycích) pochází z latinského vinum. Vědecky se vínem a jeho výrobou (vinařstvím) a pěstováním vinné révy (vinohradnictvím) zabývá enologie.
Víno hraje odedávna důležitou roli v náboženství. Červené víno bylo spojováno s krví již starými Egypťany a bylo používáno jak řeckým kultem Dionýsa, tak Římany v jejich Bakchanálii. Judaismus jej také začleňuje do kidušu a křesťanství do eucharistie. Egyptské, řecké, římské a izraelské vinařské kultury jsou stále spojeny s těmito starověkými kořeny. Podobně největší vinařské oblasti v Itálii, Španělsku a Francii mají dědictví ve spojení se svátostným vínem, podobně vinařské tradice v jihozápadních Spojených státech začaly v Novém Španělsku, když katoličtí mniši poprvé vyráběli víno v Novém Mexiku a Kalifornii.

## Třídění vína

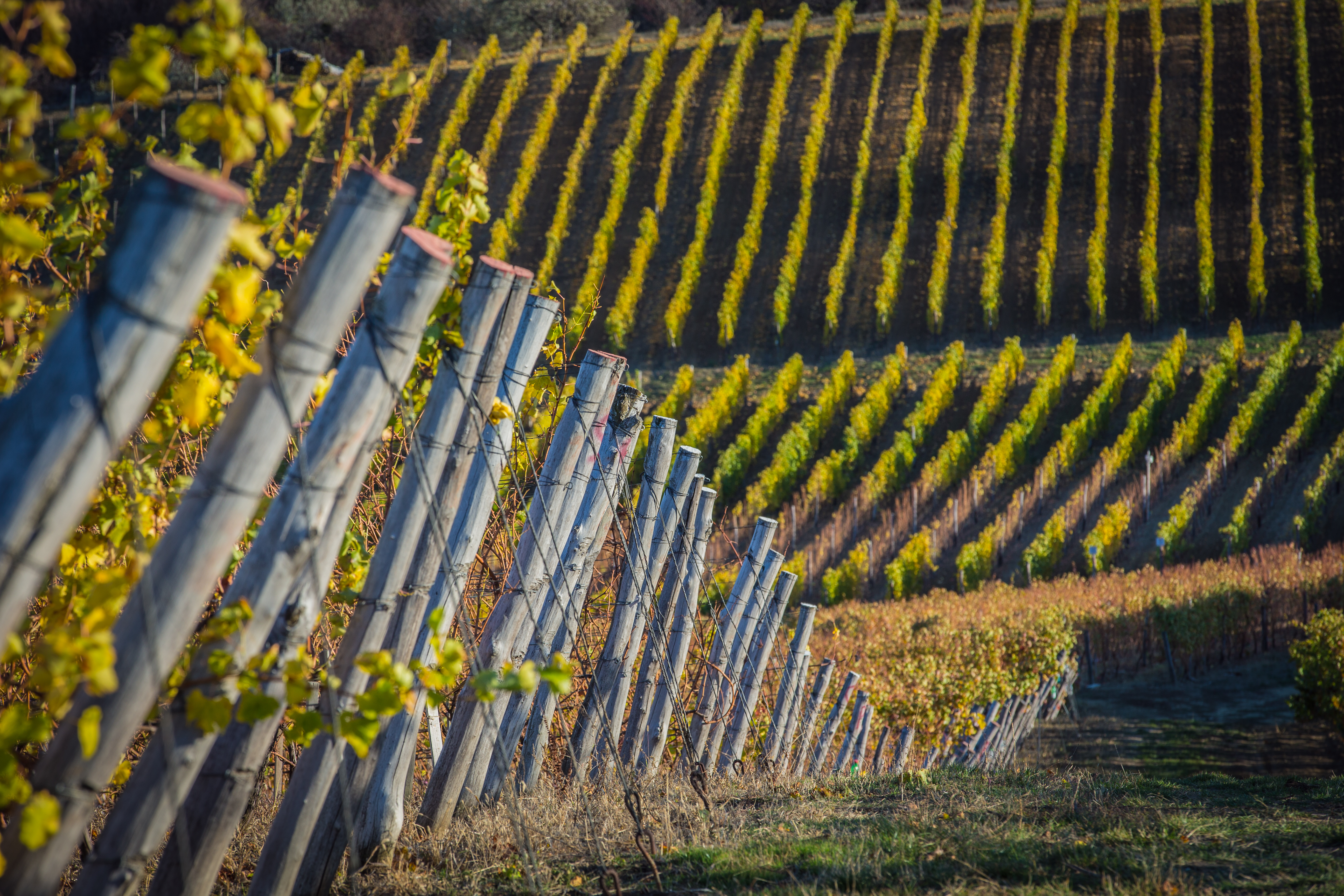
Vinice v Moldavsku.

Víno se může dělit následujícími způsoby:

### Základní dělení vín

#### Víno
V užším slova smyslu tiché víno – tedy víno neperlivé, nefortifikované (bez přídavku alkoholu v jakékoli formě), nearomatizované.

#### Likérové víno
Likérové víno (též fortifikované víno) je víno, do kterého byl přidán samostatně nebo ve směsi alkohol, který však dle předpisu EU musí pocházet z vína nebo hroznů (např. vínovice nebo matolinová pálenka). Likérové víno smí obsahovat 15 až 22 % objemových alkoholu. Do skupiny likérových vín patří např. vermuty.

#### Šumivé víno
Získává se prvotním nebo druhotným alkoholovým kvašením z čerstvých vinných hroznů, z hroznového moštu nebo z vína. Při otevření nádoby z něj musí unikat oxid uhličitý pocházející výhradně z kvašení a uzavřené nádobě při teplotě 20 °C vykazuje přetlak nejméně 3 bary, způsobený rozpuštěným oxidem uhličitým. Jakostní šumivé víno musí vykazovat přetlak alespoň 3,5 baru. Šumivé víno může být dosyceno oxidem uhličitým, tento údaj však musí být uveden na etiketě. Za určitých podmínek může být šumivé víno označeno jako sekt.

#### Perlivé víno
Perlivé víno vykazuje v uzavřené nádobě přetlak oxidu uhličitého 1 až 2,5 baru. V Itálii a často i jinde (i v Česku) se označuje výrazem Frizzante. Rovněž perlivé víno může být dosyceno oxidem uhličitým.

#### Částečně zkvašený hroznový mošt
Obsahuje nejméně 1 % obj. a méně než 3/5 celkového obsahu alkoholu. V Česku se částečně zkvašený hroznový mošt získaný z hroznů vypěstovaných výhradně v Moravské nebo České vinařské oblasti označuje tradičním výrazem burčák.

### Dle barvy

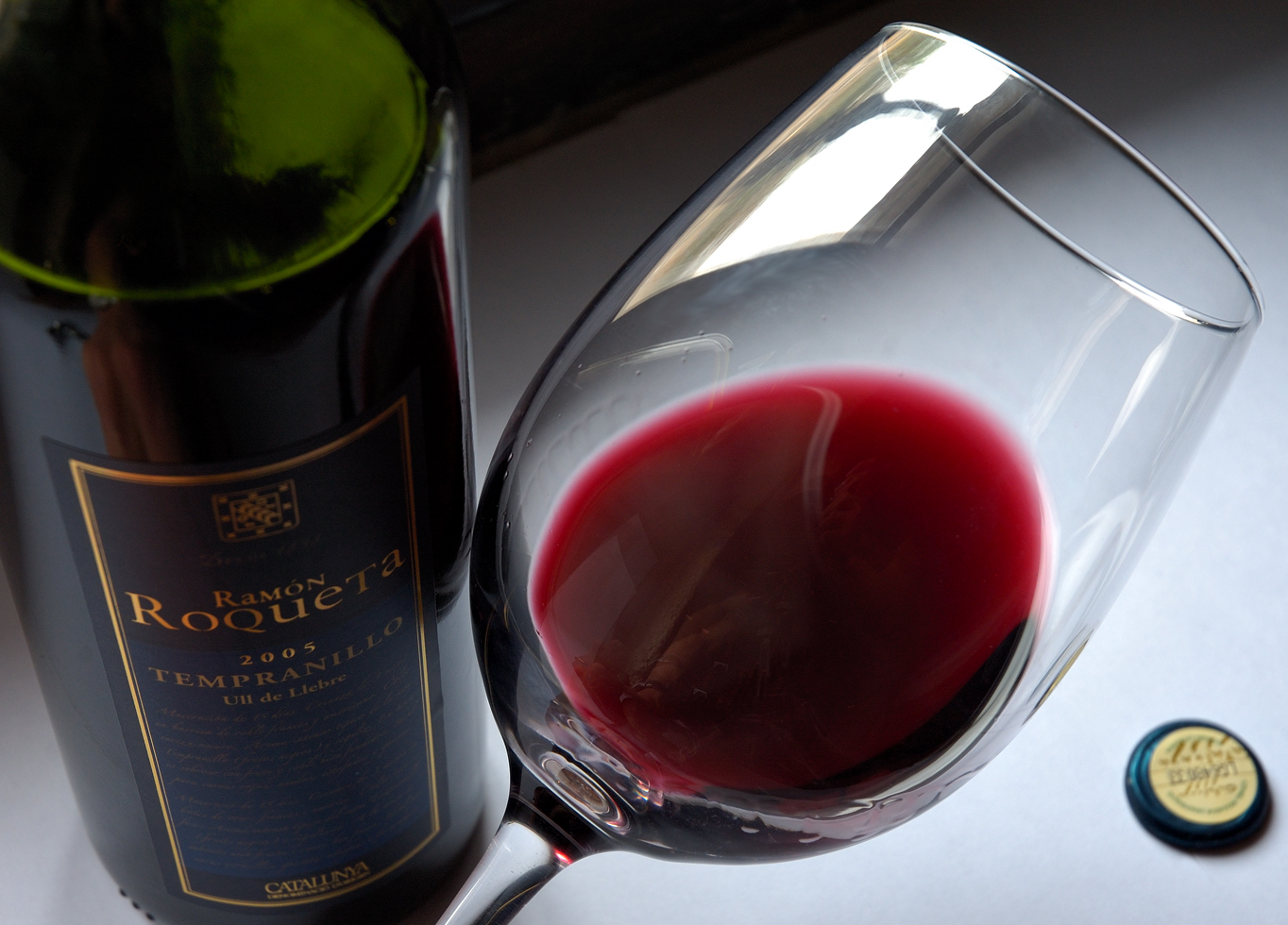
Posouzení barvy je prvním krokem při degustaci vína.

Tato stať pojednává pouze o tichých vínech.
Tichá vína se na základě zbarvení dělí na bílá a červená. K nim přistupují odvozené barvy – víno růžové neboli rosé a víno oranžové.

#### Bílé víno
Základní surovinou pro výrobu bílého vína jsou hrozny tzv. bílých moštových odrůd révy vinné. Při jeho výrobě se rmut (rozdrcené bobule) ihned lisuje a získává se čistý mošt ke kvašení. Pevné zbytky po lisování se nazývají matoliny. Odrůdy označované jako červené (mají načervenalé bobule – např. Tramín červený) rovněž slouží k výrobě bílých vín. Bílé víno se však dá vyrobit i z modrých odrůd, pokud se zkvasí jen jejich mošt, který u většiny odrůd neobsahuje téměř žádná barviva. Bílé víno vyrobené z modrých hroznů bez nakvášení se může nazývat klaret.

#### Růžové víno (rosé)
Vyrábí se z hroznů modrých moštových odrůd jen s krátkým nakvášením nebo bez nakvášení, takže výsledné zbarvení je světle červené (růžové). Víno s chráněným zeměpisným označením a víno s chráněným označením původu se nesmí vyrábět smísením červeného a bílého vína.

#### Červené víno
Vyrábí se pouze z modrých hroznů (protože červené barvivo se nachází pouze v těchto odrůdách, a to ve slupkách bobulí). Při jeho výrobě se mošt nechá několik dní kvasit se rmutem (tzv. nakvášení). Slupky tak zůstávají v kontaktu s kvasící šťávou. Kvašení probíhá delší dobu a zpravidla za vyšší teploty než u bílého vína. V červeném vínu jsou tak ve vyšší míře obsaženy třísloviny.

#### Oranžové víno
Oranžové víno je ve své podstatě bílé víno zrající na slupkách. Má se za to, že tato pradávná receptura je vůbec první způsob přípravy vína. Jde o vína vyráběná starobylými gruzínskými technologiemi (tzv. kachetinské technologie) z bílých odrůd tak, že víno zůstává po celou dobu na rmutu nebo technologiemi experimentálními, podobnými kachetinským.

### Dle obsahu zbytkového cukru

#### Tiché víno
- suché: nejvýše 4 g/l, nebo 9 g/l, pokud celková kyselost vyjádřená v gramech kyseliny vinné na litr je maximálně o 2 g/l nižší
- polosuché: do 12 g/l, nebo do 18 g/l, pokud celková kyselost vyjádřená v gramech kyseliny vinné na litr je maximálně o 10 g/l nižší
- polosladké: do 45 g/l
- sladké: od 45 g/l výše

#### Šumivé víno
- přírodně tvrdé (brut nature): do 3 g/l. Lze použít jen pro vína, kterým nebyl po druhotném kvašení dodán žádný cukr
- zvláště tvrdé (extra brut): 0 – 6 g/l
- tvrdé (brut): do 12 g/l
- zvláště suché: (extra dry): 12 – 17 g/l
- suché (sec): 17–32 g/l
- polosuché (demi-sec): 32 – 50 g/l
- sladké (doux): více než 50 g/l

### Jakostní třídy dle českého zákona o vinohradnictví a vinařství
Jakostní třídy jsou definovány zákonem č. 321/2004 Sb. V České republice se používá tzv. germánský systém zatřiďování vín. Ten je založen na (ne vždy platném) předpokladu, že čím je sladší mošt (má vyšší cukernatost), z nějž se bude víno připravovat, tím vyšší kvality výsledného vína se dosáhne. Cukernatost se měří v tzv. stupních normovaného moštoměru (°NM). Jeden °NM odpovídá přibližně koncentraci 10 g cukru v 1 litru moštu.

#### Stolní víno
Víno bez dalšího označení (do roku 2011 „stolní víno“) se vyrábí z hroznů sklizených na území kteréhokoli státu EU, které dosáhly cukernatosti nejméně 11 stupňů normalizovaného moštoměru (°NM), nebo ze rmutu, moštu či vína získaných z hroznů odrůd moštových a odrůd registrovaných ve kterémkoli státě EU. Ke zpracování mohou být použity také hrozny neregistrovaných odrůd vysazených před 1. 9. 1995. Víno nesmí být označováno názvem odrůdy (pokud není zastoupení jedné odrůdy alespoň 85 %) ani názvem vinařské oblasti (pokud alespoň 85 % nepochází z jedné oblasti).

#### Zemské víno
Zemské víno musí být vyrobeno z hroznů révy vinné sklizených na území České republiky, které jsou vhodné k výrobě jakostního vína stanovené oblasti, nebo z odrůd, které jsou uvedeny v seznamu odrůd stanovených prováděcím právním předpisem. Cukernatost hroznů, z nichž je víno vyrobeno, musí být nejméně 14 °NM. Označuje se jako Moravské zemské víno nebo České zemské víno.

#### Jakostní víno
Jakostní víno se vyrábí z vinných hroznů sklizených na vinici vhodné pro jakostní víno stanovené oblasti, přičemž v téže oblasti musí být víno i vyrobeno. Cukernatost hroznů musí být nejméně 15 °NM a výnos vinice nesmí překročit 14 t/ha. Hrozny či mošt pod 19°NM se mohou dosladit řepným cukrem. Jakostní víno bývá kromě základních údajů označeno názvem vinařské oblasti, ve které byly sklizeny hrozny k jeho výrobě. Je vyráběno ve dvou druzích:
- Odrůdové jakostní víno s určeným názvem odrůdy vína na obalu, ze které bylo vyrobeno; musí obsahovat nejméně 85 % vína vyrobeného z této odrůdy.
- Známkové jakostní víno, které smí být vyráběno smísením odrůdových jakostních vín.

#### Jakostní víno s přívlastkem
Jakostní víno s přívlastkem musí být vyrobeno z hroznů sklizených v jedné vinařské podoblasti a v téže oblasti i vyrobeno. Výnos vinice nesmí překročit 14 t/ha. Na kvalitu vinice i kvalitu výsledného vína existují ještě další požadavky, na jejichž splnění dohlíží Státní zemědělská a potravinářská inspekce (SZPI), která jediná je oprávněna víno zatřídit.
- Kabinet: vyrábí se z hroznů, které dosáhly cukernatosti nejméně 19 °NM.
- Pozdní sběr: vyrábí se z hroznů, které dosáhly nejméně 21 °NM.
- Výběr z hroznů: vyrábí se z hroznů, které dosáhly nejméně 24 °NM.
- Výběr z bobulí: vyrábí se z hroznů, které dosáhly nejméně 27 °NM.
- Výběr z cibéb: vyrábí se z hroznů, které dosáhly nejméně 32 °NM.
- Ledové víno: vyrábí se z hroznů, které byly sklizeny při teplotách minus 7 °C a nižších, v průběhu sklizně a zpracování zůstaly zmrazeny a získaný mošt vykazoval nejméně 27 °NM.
- Slámové víno: vyrábí se z hroznů, které byly před zpracováním skladovány na slámě či rákosu nebo byly zavěšeny ve větraném prostoru po dobu alespoň tří měsíců a získaný mošt vykazoval nejméně 27 °NM. Vykazuje-li však mošt již po dvou měsících cukernatost nejméně 32 °NM, může se provést lisování.

#### Některé další tzv. tradiční výrazy užívané k označování vín[8]
- Botrytický sběr: jakostní víno s přívlastkem druhů výběr z hroznů nebo výběr z bobulí nebo výběr z cibéb, které bylo vyrobeno z hroznů, které byly aspoň z 30 % napadeny ušlechtilou plísní šedou (Botrytis cinerea Pers.).
- Barrique: víno zrálo nejméně šest měsíců v dubovém sudu o objemu 225 litrů, který nebyl používán k výrobě vína déle než 36 měsíců.
- Sur lie nebo též zrálo na kvasnicích nebo školeno na kvasnicích anebo krášleno na kvasnicích: víno bylo při výrobě ponecháno na kvasnicích po dobu nejméně šesti měsíců.

### Vína originální certifikace (VOC)
Jakost vína je zaručována tím, že jde o víno typické pro konkrétní lokalitu (musí být stejná nebo menší než vinařská podoblast) a její podmínky a prošlo hodnocením kolegia hodnotitelů z řad členů příslušného sdružení. Povolení označovat vína jako VOC získávají od Ministerstva zemědělství vinařské spolky, které musí splnit několik podmínek. Ministerstvo zemědělství činnost těchto spolků dozoruje. Víno VOC je typickým představitelem původu hroznů, místa svého vzniku a vinařské tradice, často se specifickými pěstitelskými a vinařskými pravidly a má jedinečný vzhled, aroma i chuť. V naprosté většině je odrůdové, přičemž přípustné odrůdy stanoví sdružení.
Vína VOC musí odpovídat alespoň jakostním požadavkům pro jakostní víno. Jejich zatřídění však neprovádí příslušný státní dozorový orgán, Státní zemědělská a potravinářská inspekce, ale zatřiďují je jednotlivé spolky prostřednictvím degustátorů nominovaných spolkem za splnění určitých podmínek. Víno odpovídající charakteristice VOC může být označeno „VOC“, „jakostní víno“, případně „přívlastkové víno“ nebo „zemské víno“ nebo dokonce i jen „víno“, neboť je na volbě vinaře, zda požádá o zatřídění vína odpovídajícího požadavkům na víno VOC Státní zemědělskou a potravinářskou inspekci, nebo spolek VOC, případně zda je zatřídit nenechá.
Sdružení VOC je v současnosti (2020) v ČR třináct, a to tato (jsou uvedena podle data vzniku):
- Znojmo (2009)
- Mikulov (2011)
- Modré Hory (2011)
- Pálava (2012)
- Blatnice (Cech blatnických vinařů) (2013)
- Valtice (2015)
- Mělník (2015)
- Slovácko (2016)
- Hustopečsko (2016)
- Kraví Hora (2017)
- Bzenec (2017)
- Mutěnice (2018)
- Vinice Velké Pavlovice (2019)

V roce 2018 vinaři všech spolků VOC vyprodukovali 410 000 litrů vína VOC, což na celkové české produkci o objemu 68 milionů litrů představuje podíl 0,6 %.

### Společný systém ochrany označování jakostních vín v Evropské unii
Společný systém ochrany v EU je definován Nařízením Rady ES č. 510/2006. Dovozovat, že sousloví označení původu zprostředkovává informaci o místě pěstování révy vinné nebo místě výroby vína je pravda jen zčásti. Označení původu jako kód nese informací mnohem více, k jejich popisu často nestačí dvě, tři i čtyři desítky stran textu. Systémově mohou označení původu vzniknou Bez žádosti, tedy z vůle státu, Na žádost, tedy na přání žadatele a se souhlasem státu, a Na truc, tedy na přání autora a bez souhlasu státu.
Jak lze zjistit z evropského registru eAmbrosia, jen pro víno takových označení původu má například Francie 437, Itálie 524 a Španělsko 142, v jejich případě vždy Na žádost. Nespornou výhodou této registrace je ochrana těchto označení původu v evropském i mezinárodním měřítku. O právní ochraně označení původu podrobněji v Ochrana označení původu.
Z českých označení původu jsou v registru zapsané všechny vinařské oblasti i podoblasti coby označení původu Bez žádosti, jedno z celkových třinácti označení původu Na žádost pro vína VOC, a dvě označení původu Na truc, i když jich v Česku existuje víc. Neregistrovaná označení původu nepožívají tuzemské, evropské ani mezinárodní právní ochrany.

### Označování vína s ohledem na dodržení postupů šetrných k přírodě a tradicím

#### Biovíno (víno z ekologické produkce)
V Evropské unii se jako biovíno smějí označovat taková vína, která byla vyrobena v souladu s nařízením Rady o ekologické produkci a označování ekologických produktů. Jde o vína, u kterých byly při pěstování révy použity takové postupy, které zachovávají nebo zvyšují obsah organických látek v půdě, zvyšují stabilitu půdy a její biologickou rozmanitost. Hnojiva a pomocné půdní látky se mohou používat jen za předpokladu, že byly schváleny pro použití v ekologické produkci. Minerální dusíkatá hnojiva se nepoužívají. Biologická aktivita půdy se udržuje a zvyšuje např. používáním chlévské mrvy či kompostovaných organických materiálů. Prevence škod způsobených škůdci, chorobami a plevely je založena především na ochraně přirozenými nepřáteli, a vhodné volbě odrůd (např. tzv. PIWI odrůdy – odrůdy odolné vůči plísním). Také výroba vína z hroznů podléhá omezením. Zvláštní prováděcí nařízení Evropské komise určuje, jaké postupy se při výrobě biovína smějí používat a které postupy, jinak v moderním vinařství přípustné, se u biovín používat nesmějí. Mimo jiné je v biovínech omezeno přípustné množství oxidu siřičitého (SO2), který je nutný ke konzervaci vína.

#### Víno z integrované produkce
Integrovaná produkce je mezistupněm mezi běžnou produkcí a ekologickou produkcí. Omezení se týkají spíše pěstování révy na vinici než výroby vína. Používají se postupy šetrné k životnímu prostředí, ale limity pro používání hnojiv a prostředků na ochranu před škůdci nejsou tak přísné, jako v ekologické produkci; vinohradník takové prostředky nepoužívá plošně, ale jen je-li jich nezbytně třeba a v nezbytné míře.

#### Autentické víno
Jako autentická vína se v České republice označují vína vyrobená v souladu s Chartou autentistů – spolku naturálních vinařů. Autentisté se řídí zásadami ekologické produkce (viz odst. Biovíno), ale navíc dbají na dodržování tradičních postupů jak ve vinohradě, tak ve sklepě. Dávají také přednost tradičně v Česku pěstovaným odrůdám. Meziřadí vinic musí být trvale ozeleněno, vinice se nesmějí uměle zavlažovat a hrozny se musí sklízet ručně. Do moštu se nesmějí dodávat kvasinky – víno musí kvasit spontánně. Mnohé postupy moderního vinařství jsou vyloučeny (např. zahušťování moštu reverzní osmózou). Autentická vína se mohou plnit pouze do skleněných lahví uzavřených korkovou nebo skleněnou zátkou. Nesmějí se prodávat jako sudová a nesmějí se dodávat do super- a hypermarketů.

#### Biodynamické víno
Tzv. biodynamické vinařství postupuje podle zásad biodynamického zemědělství. Používá v podstatě starobylé postupy, které byly obvyklé před nástupem umělých hnojiv a postřiků, tedy zhruba do 19. století. Biodynamičtí vinaři se řídí tzv. biodynamickým kalendářem, který spoléhá na přírodní síly a také používají postupy, pro které neexistuje racionální zdůvodnění. Některé práce dělají jen v určitých fázích měsíce a podobně.

##### Přírodní víno
Dřívější označení pro vína přívlastková vznikající bez cukření.

##### Mešní víno, košer víno
Takto smí být víno označeno jen pokud byl vydán písemný souhlas příslušné církve nebo náboženské společnosti s jeho uváděním do oběhu. Církev nebo Židovská obec si určují podmínky, za kterých může být víno vyráběno (omezení nebo vyloučení některých zásahů při výrobě, dohled náboženského zmocněnce).

##### Odalkoholizované víno a nízkoalkoholické víno
Odalkoholizované víno, odalkoholizované šumivé víno nebo odalkoholizované perlivé víno je nápoj z vína, u něhož obsah alkoholu byl destilací nebo jinou technologií snížen na 0,5 % objemových nebo méně. Při výrobě je možné přidat hroznový mošt, zahuštěný hroznový mošt nebo cukr v takovém množství, aby obsah zbytkového cukru v konečném produktu byl nejvýše 75 g/l. Dále je dovoleno přidávat oxid uhličitý a přírodní aromatické látky a přírodně identické aromatické látky.

## Odrůdy

Mapa konzumace vína ve světě. Čím tmavší barva, tím větší spotřeba.

Réva vinná (Vitis vinifera) vytváří značné množství odrůd a kultivarů, které vznikly jak náhodným křížením, tak cíleným pěstěním. Počet odrůd na světě se odhaduje na několik tisíc. Jen malá část z nich se však používá k výrobě vína. Mezi nejběžnější odrůdy pěstované na území Česka patří:

### Bílé odrůdy
- Aurelius
- Floriánka
- Chardonnay
- Irsai Oliver
- Muškát moravský
- Müller Thurgau
- Neuburské
- Pálava
- Rulandské bílé
- Rulandské šedé
- Ryzlink rýnský
- Ryzlink vlašský
- Sauvignon
- Sylvánské zelené
- Tramín bílý
- Tramín červený
- Veltlínské červené rané
- Veltlínské zelené

### Modré odrůdy
- Alibernet
- André
- Cabernet Moravia
- Cabernet Sauvignon
- Dornfelder
- Frankovka
- Merlot
- Modrý Portugal
- Rulandské modré
- Svatovavřinecké
- Zweigeltrebe

## Ovocná vína
Víno je možné rovněž vyrábět z dalších druhů ovoce, případně bylin. V těchto případech je název doplněn přívlastkem, například „ovocné víno“. Známé je jablečné víno (cider) (hovorově jablečňák, jabčák) nebo švestkové víno, které je k mání v asijských restauracích a obchodech. Slovo „víno“ bez dalšího vždy odkazuje na víno z hroznů révy vinné.